# Первая конная армия (картина Герасимова)
«Первая конная армия» («Иосиф Виссарионович Сталин с командным составом I-й Конной армии») — групповой портрет командиров советской 1-й Конной армии, законченный Александром Герасимовым в 1935 году. Находится в экспозиции Третьяковской галереи на Крымском валу.

## История
Работу над картиной Герасимов начинает в 1934 году заказу, внесенному по предложению члена Реввоенсовета Ефима Щаденко. Сохранился ряд портретных этюдов, изображающих отдельных командиров армии. Создание такого большого количества этюдов было необычным для творческого метода художника, что он отдельно отметил в своих воспоминаниях. Список этюдов приведен в каталоге выставки Герасимова 1936 года (с. 14-16).
В 1937 году картина была показана в Париже на Всемирной выставке и получило высшую награду — Гран-При.
Однако после того, как был репрессирован центральный персонаж картины — Озолин, а затем ещё дюжина офицеров с картины, полотно более 20 лет не выставлялось. По легенде, годами оно лежало под ковром в мастерской художника в поселке Сокол, однако это противоречит данным каталога ГТГ, где указано, что картина поступила в музей в 1936 году.

## Описание

Командиры изображены в интерьере ЦДКА.
Каталог ГТГ 2009 года сообщает, что в нём картина впервые публикуется с комментариями об изображенных лицах, персонажи картины идентифицированы по сохранившимся этюдам, и, кроме того, из-за утраты части этюдов не все лица идентифицированы. Курсивом и пометкой «Предположительно» отмечены те персоны, которые стоят под знаком вопроса в каталоге 2009 года. Наличие этюдов является подтверждением личности; большинство из них находятся в Центральном музее Вооруженных сил (ЦМВС).
| №                                                                                    | Персона | Репрес.                          | Этюд                        | Достоверность, варианты                                                                                  |
| ------------------------------------------------------------------------------------ | --- | -------------------------------- | --------------------------- | --- |
| 1                                                                                    | |                                  |                             | Неизвестен, в каталоге ГТГ не пронумерован.                                                              |
| 2                                                                                    | Сердич, Даниил Фёдорович                                                                                   | 1938                             | нет                         | Предположительно                                                                                         |
| 3                                                                                    | Швидко Т. А.                                                                                               |                                  | ЦМВС                        | |
| 4                                                                                    | Еременко, Андрей Иванович                                                                                  |                                  | ЦМВС                        | |
| 5                                                                                    | |                                  |                             | Неизвестен, в каталоге ГТГ не пронумерован.                                                              |
| 6                                                                                    | Блиох, Яков Моисеевич                                                                                      |                                  | ЦМВС                        | |
| 7                                                                                    | Ковалёв, Григорий Андреевич                                                                                |                                  | ЦМВС                        | |
| 8                                                                                    | Голубовский, Василий Степанович                                                                            |                                  | ЦМВС                        | |
| 9                                                                                    | |                                  |                             | Неизвестен, в каталоге ГТГ не пронумерован.                                                              |
| 10                                                                                   | Тюленев, Иван Владимирович                                                                                 |                                  | ЦМВС                        | |
| 11                                                                                   | Апанасенко, Иосиф Родионович                                                                               |                                  | ЦМВС                        | Вариант этюда есть в частной коллекции в Москве.                                                         |
| 12                                                                                   | Городовиков, Ока Иванович                                                                                  |                                  | ЦМВС                        | |
| 13                                                                                   | Хмельницкий, Рафаил Павлович                                                                               |                                  | нет                         | Предположительно; предположение Н. С. Черушева.                                                          |
| 14                                                                                   | Кузнецов М. С., комбриг                                                                                    |                                  | ЦМВС                        | |
| 15                                                                                   | Клюев, Леонид Лаврович                                                                                     |                                  | нет                         | Предположительно; предположение Н. С. Черушева. По другим версиям: Сергей Орловский или Вениамин Злобин. |
| 16                                                                                   | Озолин, Константин Иванович                                                                                | 1938                             | нет                         | |
| 17                                                                                   | Мурзин, Дмитрий Константинович                                                                             | 1938                             | ЦМВС                        | |
| 18                                                                                   | Стрепухов, Петр Яковлевич                                                                                  |                                  | ЦМВС                        | |
| 19                                                                                   | Сахаров, Андрей Петрович, инженер 2-го ранга, начальник гаража МО                                          |                                  | ЦМВС                        | |
| 20                                                                                   | Горячев, Елисей Иванович                                                                                   | 1938, покончил с собой до ареста | ЦМВС                        | |
| 21                                                                                   | Рябышев, Дмитрий Иванович                                                                                  |                                  | ЦМВС                        | |
| 22                                                                                   | Тимошенко, Семен Константинович                                                                            |                                  | ЦМВС                        | |
| 23                                                                                   | Плавнек, Леонард Янович                                                                                    | 1938                             | ЦМВС                        | |
| 24                                                                                   | Поленов П. С., командир бронедивизиона Первой Конной армии в Гражданскую войну (Поленов, Пётр Степанович?) |                                  | ЦМВС                        | |
| 25                                                                                   | Ракитин, Николай Васильевич                                                                                | 1937                             | нет                         | Предположительно                                                                                         |
| 26                                                                                   | Литуновский, Василий Николаевич                                                                            | 1937                             | нет                         | Предположительно                                                                                         |
| 27                                                                                   | Шеко, Яков Васильевич                                                                                      | 1938                             | нет                         | Предположительно                                                                                         |
| 28                                                                                   | |                                  |                             | Неизвестен, в каталоге ГТГ не пронумерован.                                                              |
| 29                                                                                   | Дмитров Д. С., полковник                                                                                   |                                  | ЦМВС                        | В частной коллекции также есть этюд «Дмитриевский Д. С.», однако на нём другое лицо.                     |
| 30                                                                                   | Книга, Василий Иванович                                                                                    |                                  | ЦМВС                        | |
| 31                                                                                   | Семенов, Петр Сергеевич                                                                                    |                                  | нет                         | Предположительно; предположение дочери изображенного Н. П. Семеновой.                                    |
| 32                                                                                   | Кулик, Григорий Иванович                                                                                   | 1950                             | ЦМВС                        | |
| 33                                                                                   | Зотов, Степан Андреевич                                                                                    |                                  | Музей-усадьба А. Герасимова | |
| 34                                                                                   | Ворошилов, Климент Ефремович                                                                               |                                  | ЦМВС                        | Варианты этюда есть в ЦМВС (еще один), Тверской ОКГ, в Тульском музее.                                   |
| 35                                                                                   | Сталин, Иосиф Виссарионович                                                                                |                                  | ?                           | |
| 36                                                                                   | Егоров, Александр Ильич                                                                                    | 1939                             | нет                         | |
| 37                                                                                   | Хрулев, Андрей Васильевич                                                                                  |                                  | нет                         | По другой версии — Епифан Ковтюх (расстрелян в 1938).                                                    |
| 38                                                                                   | Вайнерх-Вайнярх, Дмитрий Ананьевич                                                                         | 1938                             | нет                         | Предположительно                                                                                         |
| 39                                                                                   | Щаденко, Ефим Афанасьевич                                                                                  |                                  | ГРМ                         | |
| 40                                                                                   | Буденный, Семен Михайлович                                                                                 |                                  | ЦМВС                        | |
| 41                                                                                   | Черевиченко, Яков Тимофеевич                                                                               |                                  | ЦМВС                        | |
| 42                                                                                   | |                                  |                             | Неизвестен, в каталоге ГТГ не пронумерован.                                                              |
| 43                                                                                   | Шапкин, Тимофей Тимофеевич                                                                                 |                                  | ЯХМ                         | |
| 44                                                                                   | Косогов, Иван Дмитриевич                                                                                   | 1938                             | нет                         | |
| 45                                                                                   | Лецкий, Георгий Иванович                                                                                   |                                  | ЦМВС                        | |
| 46                                                                                   | Горбачёв, Борис Сергеевич                                                                                  | 1937                             | нет                         | |
| Эти персоны перечислены в каталоге ГТГ, однако не были отмечены на схеме в каталоге: | |                                  |                             | |
|                                                                                      | Грай, Семён Федорович (1898—1943)                                                                          |                                  | ЦМВС                        | |
|                                                                                      | Таиров, Владимир Христофорович                                                                             | 1938                             | нет                         | |
|                                                                                      | Шнитман, Лев Александрович (1890—1938), полковник, военный атташе в Чехословакии; погиб в тюрьме           | ?                                | нет                         | |
|                                                                                      | Яжборовский, Сергей Захарович (?-1939), военный комиссар эскадрона, интендант 2-го ранга                   | ?                                | ЦМВС                        | |

## Оценка
Газета «Правда» (№ 125 за 1936 год): «В своем творчестве Александр Герасимов никогда не поднимался так высоко, как в последнем монументальном групповом портрете организаторов и виднейших руководителей Первой Конной армии во главе с товарищем Сталиным и маршалами Советского Союза Ворошиловым и Буденным».
Искусствовед Виталий Манин в «Истории русской живописи XX века» (изд. 2007) высоко оценивает картину: «Гражданская война вызвала к жизни массу портретов её участников, Это были, за небольшим исключением, слабые портреты. Но групповой портрет А. Герасимова „Первая конная армия“ (1955) — это шедевр соцреализма. Художнику удалось воплотить массу военачальников в их индивидуальных характеристиках. Композиция, посредством которой эта масса сгруппирована, источает энергию, не вызывающую сомнения, что только подобный командный состав мог выиграть Гражданскую войну. Каждый персонаж с типичной для времени прической бобриком, блещущий силой и выправкой, освещен серебристым светом, создающим ощущение свободы и волевого движения. Этот групповой портрет можно сопоставить с лучшими картинами мирового искусства как, например, „Ночной дозор“ Рембрандта и „Заседание Государственного совета“ И. Репина. Естественно, весь дух „Первой конной“ несет на себе печать своей эпохи, ещё не остановленной энергии и этим отличается от размеренно-вялого, медлительного „Государственного совета“. Присутствующие в картине частности дополняют достоверность рисуемого художником общественного человека».
В 2002 году известный арт-критик Ольга Кабанова охарактеризовала полотно: «Начну с неприятного, но сильного. Пробегая по репортерским делам залы экспозиции XX века Третьяковки на Крымском, вдруг уперлась в огромную картину классика махрового соцреализма Александра Герасимова „Первая конная армия“ 1935 года. (Раньше перед ней не останавливалась, Бог миловал). И остолбенела от ужаса. Сотни одинаковых, жутких самодовольных лиц, опереточные усы, шпоры, что копытца, в центре — главный усач с улыбкой и трубкой. Живопись совершенно мертвая, впечатление — омерзительное».